# Ixora mentangis
Ixora mentangis är en måreväxtart som beskrevs av Cornelis Eliza Bertus Bremekamp. Ixora mentangis ingår i släktet Ixora och familjen måreväxter. Inga underarter finns listade i Catalogue of Life.